# Balti-liga
A Balti-liga (hivatalos nevén Triobet Baltic League, lettül: Baltijas Futbola līga, litvánul: Baltijos futbolo lyga) a Balti országok labdarúgótornája, melyet 2007 óta rendeznek meg a skandináv Royal League mintájára. Az észt, a lett és a litván bajnokságból egyaránt az első négy helyezett csapat szerez indulási jogot. A csoportgyőztesek és a második helyezettek jutnak be a torna negyeddöntőjébe.
A 2009–2010-es szezontól kezdve a tornát 16 csapatosra bővítik, így mindegyik Balti országból az első öt helyezett indulhat. További egy helyet biztosítanak az előző kiírás győztese országának hatodik helyezettje részére.
A Balti-liga jelenlegi címvédője a Skonto FC-t 2–1-re legyőző FBK Kaunas.

## Eredmények
| Szezon         | Hazai csapat                            | Eredmény | Vendég csapat | Helyszín                      | Játékvezető   |
| -------------- | --------------------------------------- | -------- | ------------- | ----------------------------- | ------------- |
| 2008 Részletek | Skonto                                  | 1 – 2    | Kaunas        | Skonto stadions, Riga         | Hannes Kaasik |
| 2007 Részletek | Ventspils                               | 1 – 3    | Metalurgs     | Ventspils Stadions, Ventspils | Kristo Tohver |
| 2007 Részletek | Metalurgs                               | 5 – 1    | Ventspils     | Daugava Stadium, Liepāja      | Audrius Žuta  |
| 2007 Részletek | A Metalurgs nyert 8–2-es összesítéssel. |          |               | Daugava Stadium, Liepāja      | Audrius Žuta  |

## Örökmérleg

### Klubonként
| Csapat    | Győzelmek | Döntők | Győztes évek | Döntős évek |
| --------- | --------- | ------ | ------------ | ----------- |
| Metalurgs | 1         | 0      | 2007         | –           |
| Kaunas    | 1         | 0      | 2008         | –           |
| Ventspils | 0         | 1      | –            | 2007        |
| Skonto    | 0         | 1      | –            | 2008        |

### Országonként
| Ország     | Győzelmek | Döntők | Győztes klubok | Döntősök                  |
| ---------- | --------- | ------ | -------------- | ------------------------- |
| Lettország | 1         | 2      | Metalurgs (1)  | Ventspils (1), Skonto (1) |
| Litvánia   | 1         | 0      | Kaunas (1)     | –                         |

### Összeített góllövőlista
| # | Ország   | Játékos             | Gólok | Bemutatkozása a Baltic Leagueben | Klubja(i) |
| - | -------- | ------------------- | ----- | -------------------------------- | --------- |
| 1 | lett     | Ģirts Karlsons      | 10    | 2007                             | Metalurgs |
| 2 | litvánia | Ričardas Beniušis   | 5     | 2007                             | Kaunas    |
| 3 | lett     | Genādijs Soloņicins | 5     | 2007                             | Metalurgs |
| 4 | ukrajna  | Serhij Sernecki     | 4     | 2007                             | Ventspils |
| 5 | litvánia | Mindaugas Kalonas   | 4     | 2007                             | Metalurgs |

A félkövérrel jelölt játékosok jelenleg is szerepelnek a Baltic Leagueben.

## Lásd még
- Meistriliiga
- Virslīga
- A Lyga
- Royal League
- FÁK-kupa

## Külső hivatkozások
- A Baltic League hivatalos honlapja (angolul)
- Eredmények az rsssf.com-on (angolul)